# ميمي كوك
ميمي كوك (بالهولندية: Mimi Kok)‏ هي ممثلة هولندية، ولدت في 25 يناير 1934 بأمستردام في هولندا، وتوفيت بنفس المكان في 19 أبريل 2014.

## وصلات خارجية
- ميمي كوك على موقع IMDb (الإنجليزية)
- ميمي كوك على موقع ميوزك برينز (الإنجليزية)
- ميمي كوك على موقع ديسكوغز (الإنجليزية)
- ميمي كوك على موقع قاعدة بيانات الفيلم (الإنجليزية)